# Of Good Report
Of Good Report es una película sudafricana de 2013, dirigida por Jahmil X.T. Qubeka. Está protagonizada por Mothusi Magano y Petronella Tshuma. Obtuvo la mayor cantidad de nominaciones y victorias en la décima edición de los Premios de la Academia del Cine Africano, y ganó en la categoría Mejor Película. Se proyectó en el Festival Internacional de Cine de Toronto 2013.
En julio de 2013, en el 34.º Festival Internacional de Cine de Durban, la Fundación Nacional de Cine y Video anunció que había sido elegida para inaugurar el festival pero fue prohibida por contener "pornografía infantil". La decisión se anuló tras una apelación.

## Sinopsis
Una relación romántica obsesiva e inapropiada entre un profesor de secundaria y una de sus alumnas.

## Elenco
- Mothusi Magano como Parker Sithole
- Petronella Tshuma como Nolitha Ngubane
- Tshamano Sebe como Vuyani
- Lee-Ann Van Rooi como Const. Arendse
- Tina Jaxa como directora
- Thobi Mkhwanazi como Squeeza
- Nomhle Nkonyeni como casera
- Lihlebo Magugu como Sipho
- Frances Ndlazilwana como abuela
- Mary Twala como Esther Sithole

## Recepción

### Reseñas
Guy Lodge en su revisión para Variety elogió el intento de Qubeka en el guion que captura las preocupaciones de la Sudáfrica posterior al apartheid que no se basa en la segregación racial, sino en la violencia y la sexualidad patriarcal. También se destacó la adopción de secuencias de imágenes en blanco y negro, en contraposición a las coloreadas, como una aportación de singularidad positiva a la película."
Peter Bradshaw de The Guardian la calificó con un 4/5, aplaudiendo la historia y toda la atmósfera de la película. Deborah Young para Hollywood Reporter explicó que "el talento poco convencional de Qubeka hace volar chispas en un thriller crudo que se burla suavemente del género y deja un regusto inquietante".